# Ulica Krzeptówki w Zakopanem
Ulica Krzeptówki – jedna z głównych ulic Zakopanego, na Krzeptówkach. Stanowi wraz z Kościeliską i Skibówkami drogę wyjazdową na zachód. Ulica jest częścią drogi wojewódzkiej nr 958. Zbudowano przy niej Sanktuarium Matki Bożej Fatimskiej.

## Dawne nazwy
- do 1920 – Droga Kościeliska (nazwa potoczna)
- 1920–1939 – Ulica Zakopiańska (we wsi Krzeptówki)
- 1939–1945 – Zakopanerstrasse (we wsi Krzeptówki)
- 1945–1972 – Ulica Zakopiańska (we wsi Krzeptówki)
- od 1972 – Ulica Krzeptówki